# Поредица от романи
Поредица от романи е колекция от книги, които са свързани помежду си по определен начин. Те обикновено разказват последователни истории, които се развиват в една и съща фантастична или реална вселена и включват повтарящи се герои или теми.
В поредицата от романи, всеки отделен роман може да развива собствена история и да има свое собствено наследство, но общата ниша, свързващи теми или герои създават единство в цялата поредица. Често срещани примери за поредици от романи включват фентъзи и научнофантастични светове, криминални серии или исторически саги.
Поредиците от романи имат много предимства за читателите, тъй като позволяват по-дълготрайно и задълбочено развитие на персонажите и световете, които се изграждат. Чрез последователното развитие на историите и героите, поредиците от романи предлагат по-широк и поглед върху характерите, връзките и сюжетните линии.
Въпреки това, важно е да се отбележи, че всяка книга в поредицата може да бъде самостоятелно четиво, което означава, че читателите могат да се наслаждават на отделните романи без да четат цялата поредица.